# Еловая (Пермский край)
Еловая — деревня в составе Юго-Камского сельского поселения Пермского района в Пермском крае.

## Географическое положение
Деревня расположена в 9 километрах на юго-запад по прямой от посёлка Юго-Камский, центра сельского поселения.

## Климат
Климат умеренно континентальный, характеризуется холодной продолжительной зимой, тёплым, но сравнительно коротким летом, ранними осенними и поздними весенними заморозками. Среднегодовая температура воздуха составляет +1,5 °C. Самым холодным месяцем в году является январь со средней месячной температурой воздуха −15,1 °C, самым тёплым — июль со средней месячной температурой +18,1 °C. Абсолютный минимум температуры воздуха достигает −47 °C, абсолютный максимум +38 °C.

## Население
Постоянное население составляло 7 человек в 2002 году, русские 100 %, 5 в 2010 году.